# Aux Belles Poules

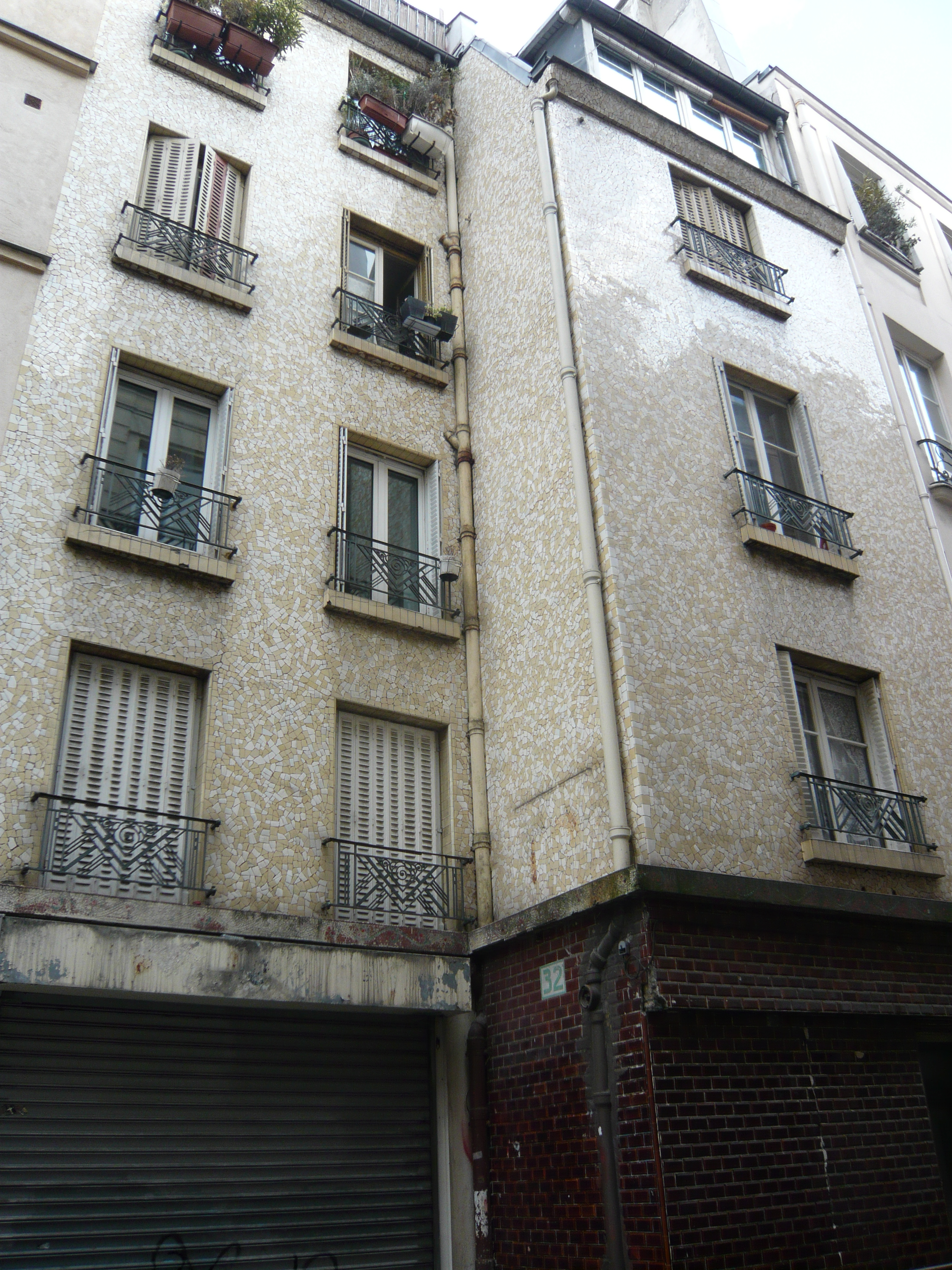
Außenansicht

Das Aux Belles Poules (französisch: aux = zu (im Plural), Plural von belle = schön und von poule = Henne, Letzteres umgangssprachlich auch für Prostituierte) war ein bekanntes Pariser Bordell, ansässig in der Rue Blondel 32–34 im 2. Arrondissement. 
Eine besondere Attraktion des Etablissements war, dass die dort angestellten Damen kleine erotische Shows inszenierten, mit denen sie besondere Kunstfertigkeit in der Anwendung ihrer Vulva bewiesen. Der Schriftsteller Henri Calet beschreibt dies in seinem 1935 erschienenen Buch La Belle Lurette folgendermaßen:
Die Damen gewannen bei einem Spiel vierzig Sous; dabei mussten wir die Münzen auf die Tischkanten legen, während die Damen sie mit dem Schlitz ihres Unterleibes „einsaugten“ [...].
Auch der Schriftsteller Pierre Deveaux macht das Bordell in seinem Buch La Langue verte zum Thema und beschreibt ausführlich die Einrichtung, wie ein mechanisches Klavier, die Gäste und Anekdoten über die Frauen:
Die zur Auswahl stehenden Damen tanzen leicht gekleidet mit den Herren, bevor sie „hinaufsteigen“. Dabei erfinden sie Scherze, die immer wieder alt und jung erfreuen: So stecken sie sich eine brennende Zigarette in ihre Fiedel oder versuchen mit dem gleichen Organ, das sich dann in eine Sparbüchse verwandelt, auf den Tischkanten liegende Münzen einzusaugen.
Die Münzen waren hauseigene Prägungen, ähnlich der Jetons in Spielcasinos. Sie hatten einen Durchmesser von ca. 22 mm und auf der einen Seite "AUX BELLE POULEX 32 RUE BLONDEL" und auf der anderen ein großes Huhn mit der Aufschrift "PIECE DE PUBLICITÉ" geprägt. Auch andere Bordelle besaßen solche Münzen, diese werden heute auf Münzauktionen als Kuriosum versteigert.
Bekannt war das Bordell auch für seine Tableaux vivants, in denen erotische Szenen von teilweise mit Strap-Ons ausgestatteten Damen dargestellt wurden.
Das Etablissement wurde sowohl von wohlhabenden Paaren aus der Stadt als auch von durchreisenden Touristen besucht. Gäste des Hauses waren unter anderen Jules Pascin und Henry Miller, in Begleitung von Anaïs Nin. 1946 wurde Aux Belles Poules wie alle Pariser Bordelle im Zuge des Loi Marthe Richard, mit dem die Regierung die Prostitution bekämpfen wollte, geschlossen und in ein Studentenwohnheim umgewandelt. Den letzten Öffnungsabend beschreibt der Historiker Louis Chevalier in seinem Buch Histoire de la nuit parisienne.
1996 wurde das Gebäude in der Rue Blondel wegen seiner historischen Bedeutung unter Denkmalschutz gestellt.